# Иванов, Анатолий Григорьевич (учёный)
Анато́лий Григо́рьевич Ивано́в (3 октября 1923 — 12 июня 2008) — советский и российский учёный. Участник Великой Отечественной войны. Лауреат Ленинской и Государственной премий. Доктор технических наук, профессор.
Разработал новые физические схемы ядерных зарядов. Автор работ по динамической прочности материалов, исследованию электрических эффектов в ударных волнах, созданию взрыволокализующих контейнеров и обоснованию динамической прочности корпусов ядерных боеприпасов.

## Биография
Призван в апреле 1942 года ВК Новодеревенского района Рязанской области. Участник Великой Отечественной войны с апреля 1942 года на Юго-Западном фронте в составе 984-го полка, с сентября 1942 года по июль 1946 года — старший сержант, командир отделения взвода топографической разведки 769-го горно-артиллерийского полка 242-й горнострелковой дивизии (Закавказский, Северо-Кавказский, 4-й Украинский фронты). После демобилизации работал лаборантом в ИХФ.
В 1953 году окончил Московский механический институт. По распределению направлен в КБ-11 (ВНИИЭФ) в ИФВ (отделение 3), с января 1959 по январь 1997 годов — начальник отдела 26.

## Награды
Заслуженный деятель науки и техники РСФСР (13.05.1991), лауреат Ленинской премии (1962) и Государственной премии СССР (1985).
Награждён орденами Отечественной войны I степени (06.11.1985) Красной Звезды (1945), Трудового Красного Знамени (1956), «Знак Почёта» (1960), медалями «За отвагу», «За оборону Кавказа».